# Iranoidricerus iranensis
Iranoidricerus iranensis är en insektsart som först beskrevs av Douglas E. Kimmins 1938.  Iranoidricerus iranensis ingår i släktet Iranoidricerus och familjen fjärilsländor. Inga underarter finns listade i Catalogue of Life.